# Germán Portanova
Germán Darío Portanova (19 de octubre de 1973, Argentina) es un exfutbolista y entrenador argentino. Jugaba de defensor se desempeñó en diversos clubes de Argentina, Chile, España, Paraguay e Italia. Es el actual entrenador de la Selección Femenina de Argentina.

## Carrera como entrenador
Comenzó su carrera de entrenador en el Club Deportivo UAI Urquiza, primero trabajando en las juveniles, luego en el equipo de primera masculino y finalmente haciéndose cargo del equipo de primera femenino en el año 2013.
Como entrenador de UAI Urquiza fue campeón de la Primera División Femenina de Argentina en tres oportunidades (2014, 2017-18 y 2018-19).
El 26 de julio de 2021 es anunciado como nuevo entrenador de la selección femenina de Argentina absoluta en reemplazo de Jorge Borrello, comunicando también que estaría acompañado por Franco Caponetto, Sebastián Gómez (ayudante de campo), Osvaldo Conte (preparador físico), Nicolás Valado (analista de videos) y el entrenador de arqueros Mauro Dobler. El objetivo principal sería conducir a la selección en un nuevo proceso rumbo a Copa Mundial Femenina de Fútbol de 2023, teniendo que disputar previamente la Copa América Femenina 2022 clasificatoria a dicha competencia. 
Su primera competencia oficial como técnico de la selección femenina de Argentina fue la Copa América Femenina 2022, pudiendo superar la fase de grupos luego de haber caído derrotadas en el debut frente a Brasil, pero obteniendo victorias frente a las selecciones de Perú, Uruguay y Venezuela. Ya en la semifinales del torneo, Argentina cayo 1 a 0 frente a la anfitriona Colombia, teniendo que disputar así el partido por el tercer puesto frente a Paraguay, donde saldrían victoriosas por 3 a 1 logrando de esta manera la clasificación directa a la Copa Mundial  Australia/Nueva Zelanda 2023.
Actualmente dirige a la selección femenina de Argentina absoluta y sub-20.

### Participaciones enCopa América
| Edición           | Sede     | Resultado    |
| ----------------- | -------- | ------------ |
| Copa América 2022 | Colombia | Tercer lugar |

### Participaciones enCopas del Mundo
| Mundial                                 | Sede                    | Resultado      |
| --------------------------------------- | ----------------------- | -------------- |
| Copa Mundial Femenina de Fútbol de 2023 | Australia Nueva Zelanda | Fase de grupos |

## Clubes

### Como jugador
| Club               | País      | Año       |
| ------------------ | --------- | --------- |
| Chacarita Juniors  | Argentina | 1994-1996 |
| Tristán Suárez     | Argentina | 1996-1997 |
| Cerro Porteño      | Paraguay  | 1997-1998 |
| Rangers            | Chile     | 1999-2001 |
| Racing Ferrol      | España    | 2001      |
| Tristán Suárez     | Argentina | 2002      |
| Deportes Melipilla | Chile     | 2002-2003 |

### Como entrenador
| Club                         | País      | Año        |
| ---------------------------- | --------- | ---------- |
| UAI Urquiza                  | Argentina | 2013-2021  |
| Selección femenina Argentina | Argentina | 2021-2024. |

## Palmarés

### Como entrenador
| Título                    | Club        | País      | Año     |
| ------------------------- | ----------- | --------- | ------- |
| Primera División Femenina | UAI Urquiza | Argentina | 2014    |
| Primera División Femenina | UAI Urquiza | Argentina | 2016    |
| Primera División Femenina | UAI Urquiza | Argentina | 2017-18 |
| Primera División Femenina | UAI Urquiza | Argentina | 2018-19 |

## Enlaces externales
- Ficha en BDFA
- Ficha en Ceroacero

- Datos: Q27628867